# André Gobert

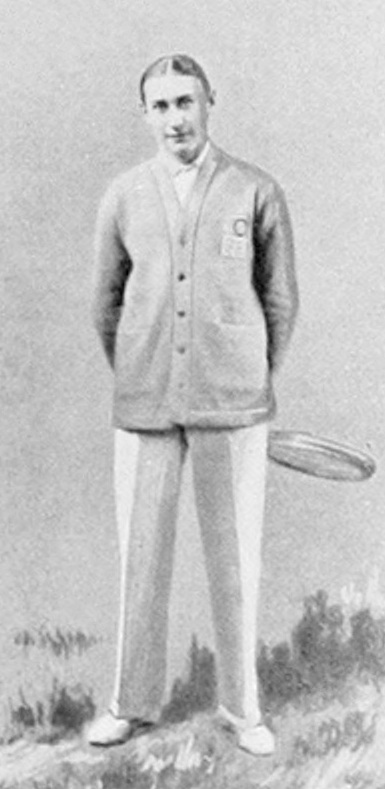
Adré Gobert en 1912.

André Henri Gobert (París, Francia, 30 de septiembre de 1890 - París, Francia, 6 de diciembre de 1951) fue un tenista francés.
Ganó el oro en los Juegos Olímpicos de 1908 tanto en la disciplina individual masculina como en dobles junto a Maurice Germot. En los Campeonatos Franceses (lo que hoy es el torneo de Roland Garros) ganó el título individual en 1911 y en 1920. Además, en 1911 ganó junto a Max Décugis la categoría de dobles masculinos de Wimbledon.